# Leilah Fluctus
Leilah Fluctus est un terrain d'écoulement sur Titan, satellite naturel de Saturne.

## Caractéristiques
Leilah Fluctus est centré sur 50,5° de latitude nord et 77,8° de longitude ouest, et mesure 190 km dans sa plus grande dimension.

## Observation
Leilah Fluctus a été découvert par les images transmises par la sonde Cassini.
Il a reçu le nom de Leilah, héroïne légendaire perse.